# 러시아 국립중앙인형극장

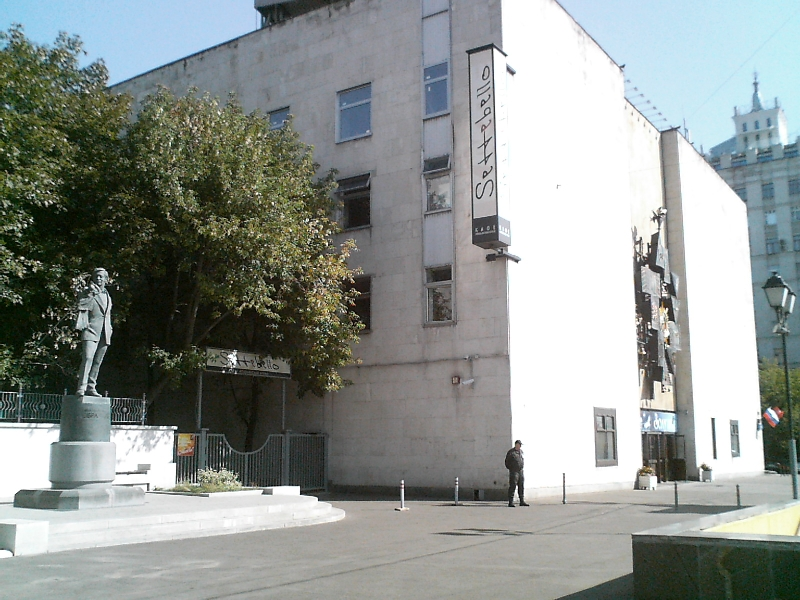

러시아 국립중앙인형극장(러시아어: Государственный Академический Центральный театр кукол им. С. В. Образцова)은 러시아 모스크바의 인형극장이다.
1931년 오브라스초프(Sergey Obraztsov)라는, 음악, 미술, 연기, 연출 등에 다재다능한 연출가의 지도 밑에 모스크바에서 탄생하여, 오늘날 인형극이라면 곧 그 이름이 연상될 만큼 세계적인 극장으로 성장했다. 이것은 러시아의 옛 인형극 페트르시카의 전통을 밟으며, 아름다운 환상과 예리한 풍자를 뒤섞어 새로운 인형극을 만들어 낸 것으로 오늘날에는 어린이뿐만 아니라 어른들도 애호하는 극장이 되고 있다.